# Bundesstraße 392
Die Bundesstraße 392 (Abkürzung: B 392) ist eine Bundesstraße in Mecklenburg-Vorpommern. Sie entstand am 1. Januar 2016 durch die Umwidmung der bisherigen Landesstraße 15.

## Verlauf
Die Bundesstraße beginnt an der B 321 in Crivitz und verläuft über Wessin, Kladrum, Zölkow, Mestlin und Techentin bis zur B 192 in Goldberg.